# JR貨物U18A形コンテナ
U18A形コンテナ（U18Aがたコンテナ）は、日本貨物鉄道（JR貨物）輸送用として籍を編入している、12 ft形の、私有コンテナ（有蓋コンテナ）である。
形式の数字部位 「 18 」は、コンテナの容積を元に決定される。このコンテナ容積18 m3の算出は、厳密には端数四捨五入計算のため、内容積17.5 - 18.4 m3の間に属するコンテナが対象となる。また形式末尾のアルファベット一桁部位 「A」は、コンテナの使用用途（主たる目的）が 「普通品の輸送」を表す記号として付与されている。

## 番台毎の概要

### 0番台
1 - 10【10個】
高岡通運所有。総重量6.5 t。高岡通運(株)は、元々中越パルプ工業(株)二塚工場から出荷されていた新聞用巻取紙のコンテナ輸送用に、両側対面二方開きの12ft私有コンテナを10個新規に投入して使用していた。主力送り先の相模貨物駅近くに新聞印刷工場が相次いで稼働し、都内へトラック輸送していたものをコンテナに切り替えたもの。

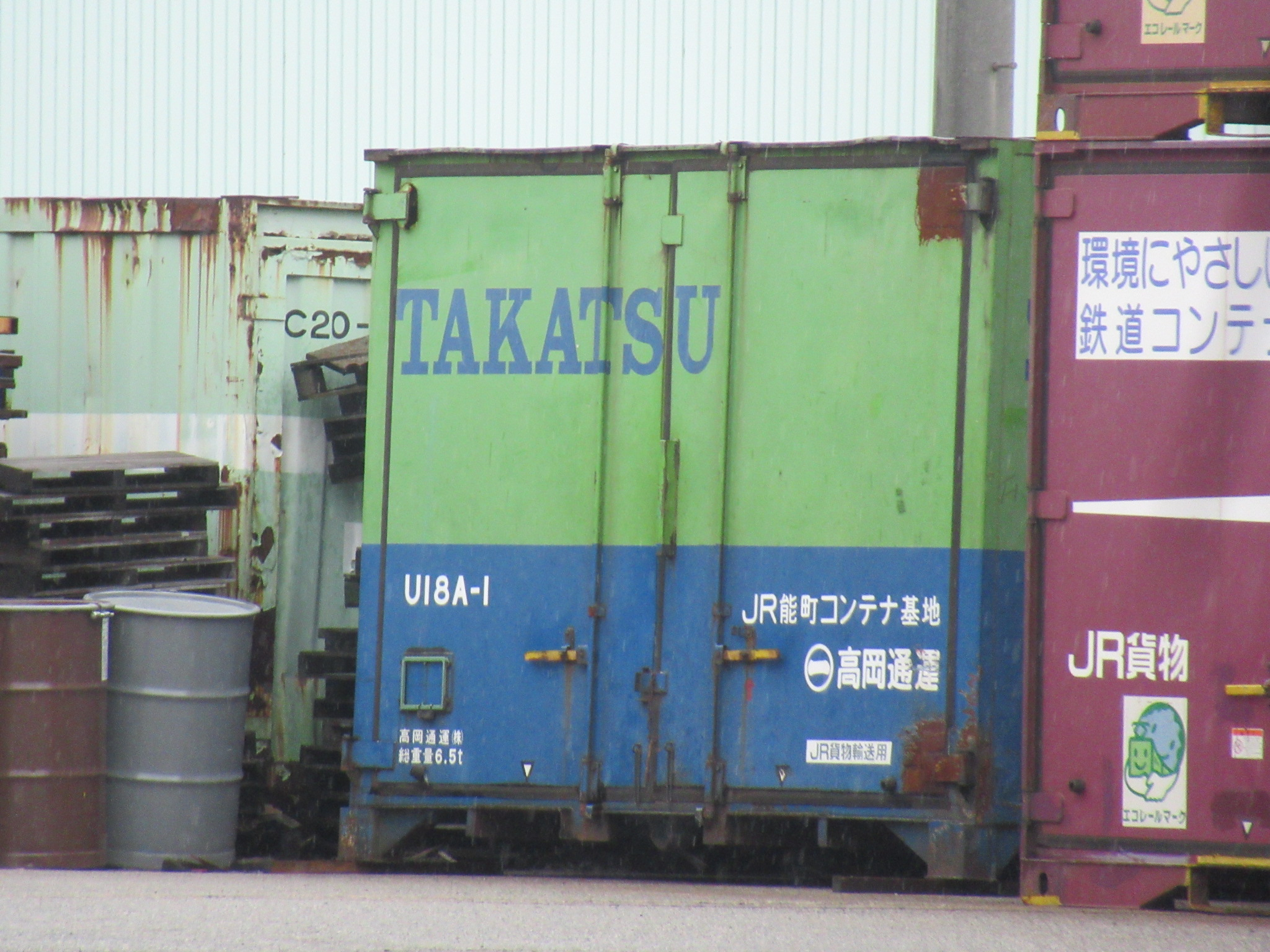
U18A-1 高岡通運所有。

11 - 15
日本通運所有。NAIGAI借受。総重量6.7 t。
※ ハンガーコンテナとして衣料品積載に使用された。

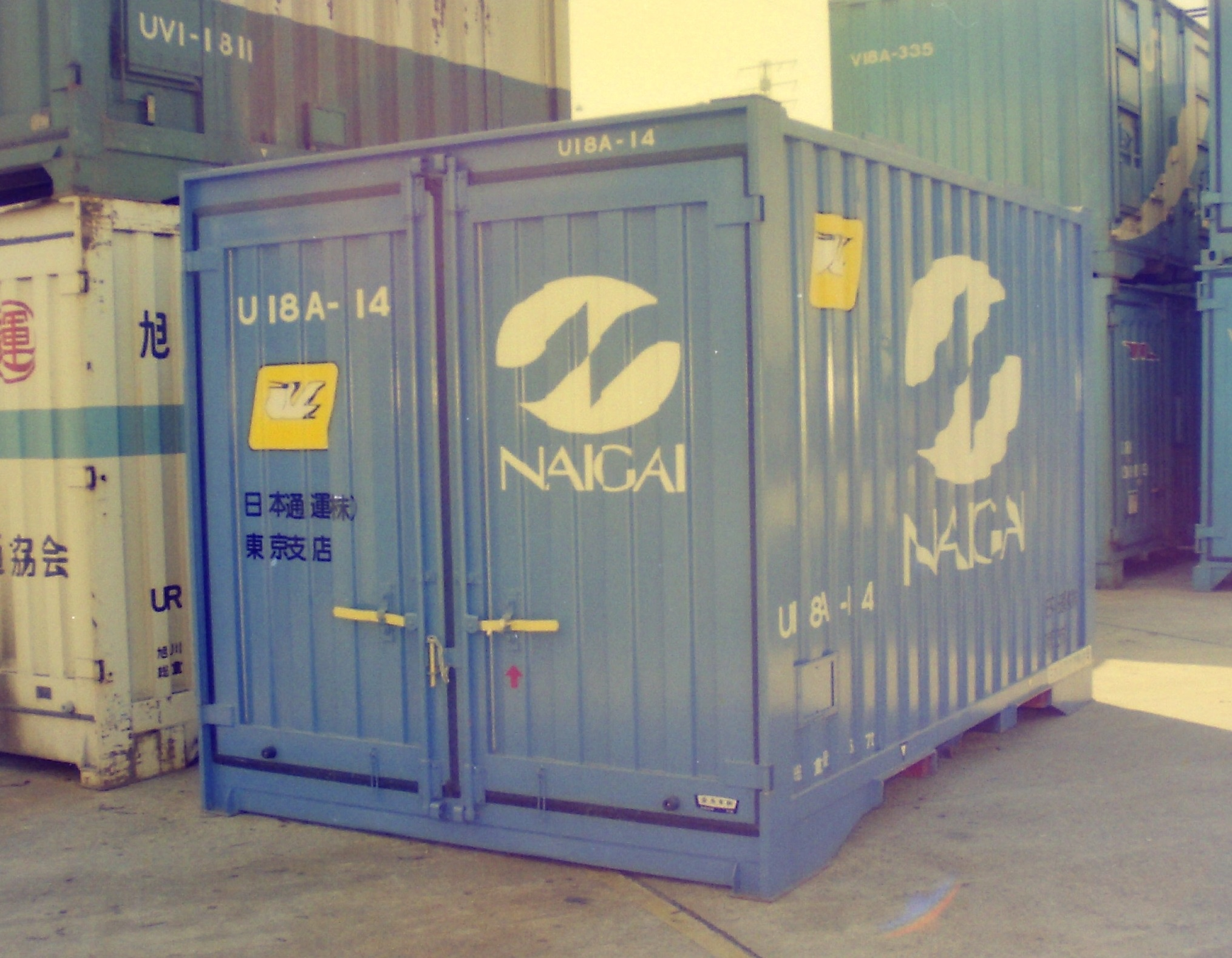
U18A-14 日本通運所有。NAIGAI借受。

16
不明
17 - 20
日本通運所有。NAIGAI借受。総重量6.7 t。
※ ハンガーコンテナとして衣料品積載に使用された。
21 - 24
不明
25 ・ 26
日本通運下関支店所有。東急車輛製造で製造され総重量は6.5 tである。日韓を結ぶフェリーで、他の旧、国鉄所有コンテナやJR貨物所有コンテナと同様に、外航用はISO規格管理番号にて、内航用は管理番号類無しで取り扱われていた。しかし、長年の使用での老朽化や輸送環境の変化(積載容積の増加等)により、現在は休眠状態である。

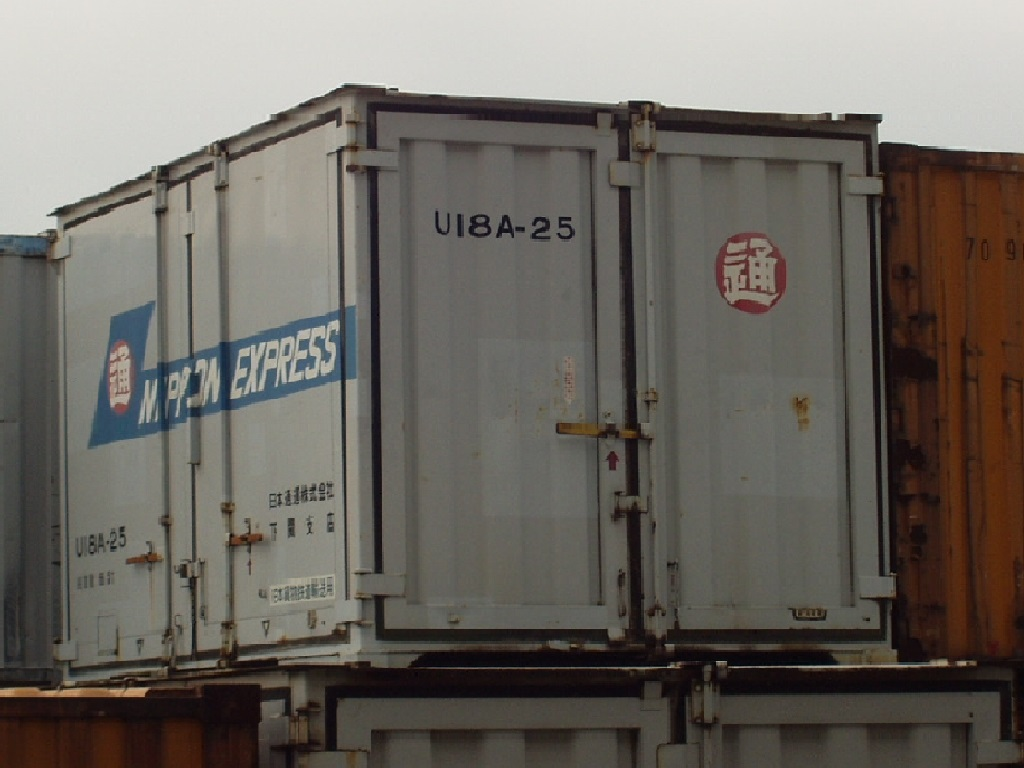
U18A-25 日本通運下関支店所有。

27
不明
28 - 30
日本通運下関支店所有。東急車輛製造で製造され総重量は6.5 tである。日韓を結ぶフェリーで、他の旧、日本国有鉄道所有コンテナやJR貨物所有コンテナと同様に、外航用はISO規格管理番号又は、内航用は管理番号類無しで取り扱われていた。しかし、長年の使用での老朽化や輸送環境の変化(積載容積の増加等)により、現在は休眠状態である。
31 - 40【10個】
日本コカコーラ所有。1993年（平成5年）に東急車輛製造で製造された。総重量6.6 t。日本コカ・コーラ(株)は、守山工場から全国のボトラーに送る原液・香料等の一部をトラックから鉄道コンテナに切り替えるため、私有コンテナを導入してコーラ原液・香料等の輸送に使用された。原液は、20リットル入りの円筒型缶に入っている。

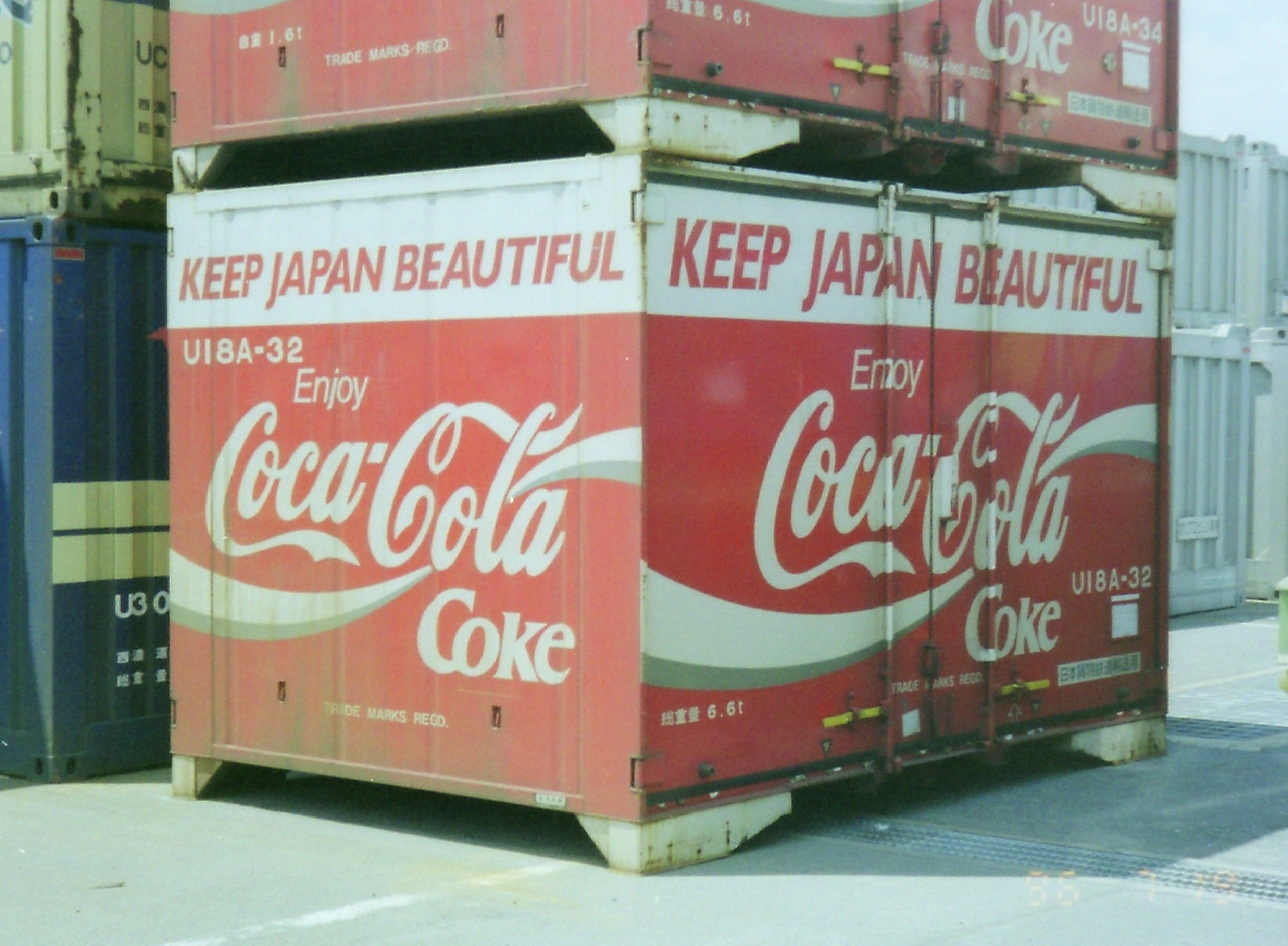
U18A-32 日本コカコーラ所有。

41 - 46
日本通運所有。NAIGAI借受。総重量6.8 t。
※ ハンガーコンテナとして衣料品積載に使用された。

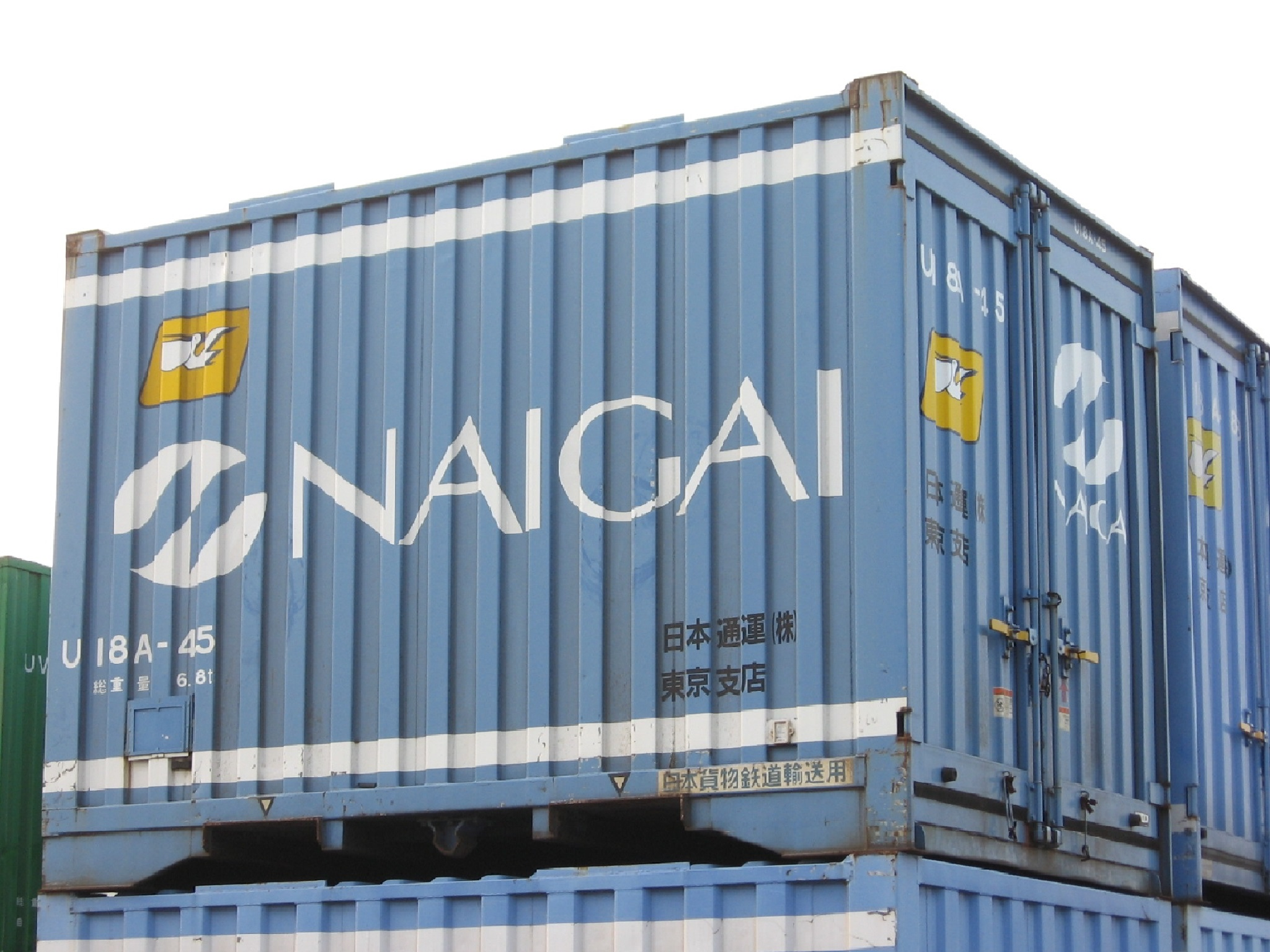
U18A-45 日本通運所有。NAIGAI借受。

47
中央通運所有。精密機器輸送用コンテナ。

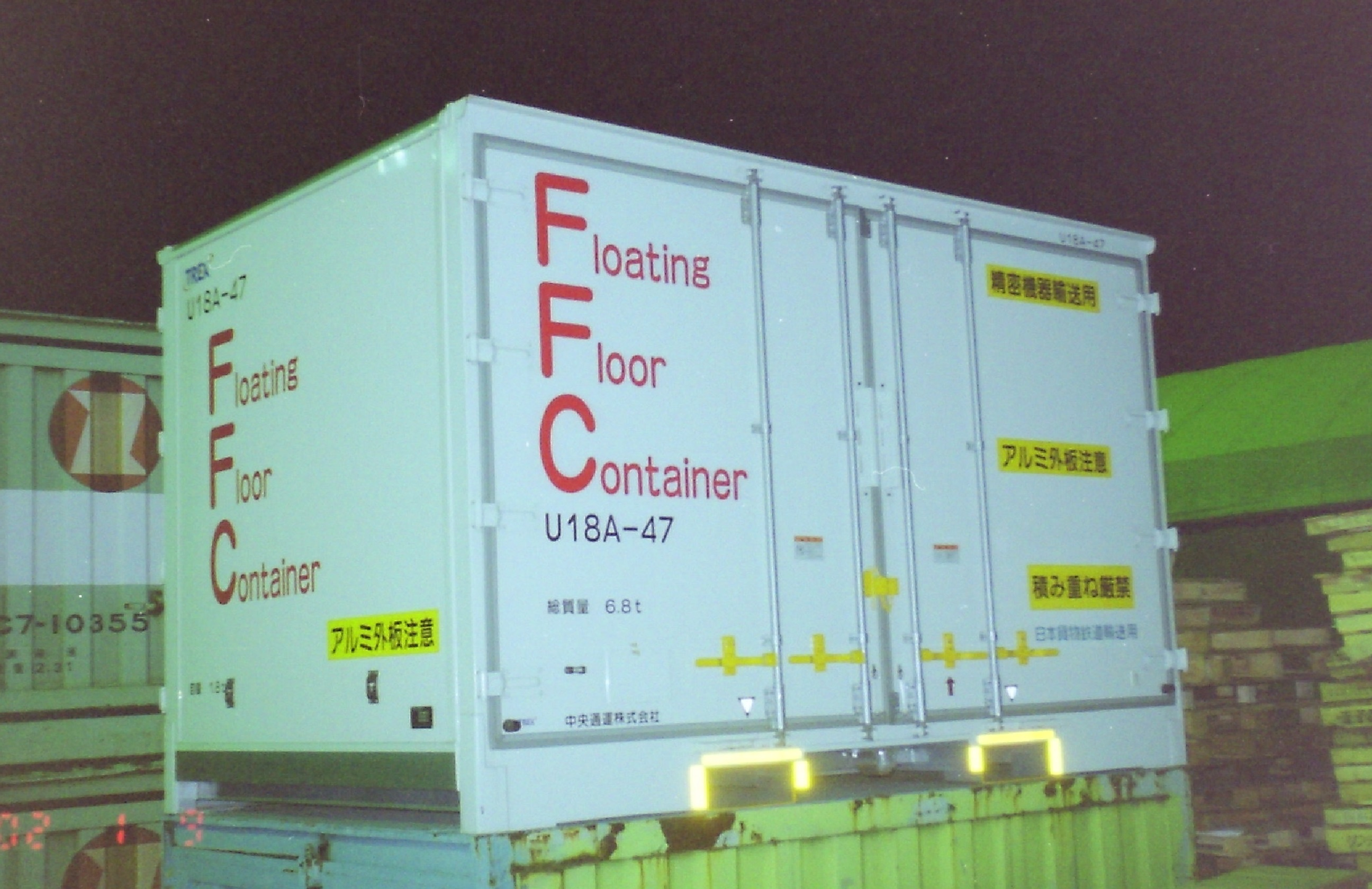
U18A-47 中央通運所有。

48 ・ 49
日本通運所有。ナイガイ借受。総重量6.8 t。
※ ハンガーコンテナとして衣料品積載に使用された。
50
札幌通運 ・ 北海道通運 ・ 北海道ジェイアール物流の共同所有。総重量6.8 t。18D形コンテナを私有コンテナ籍としたもの。産業廃棄物輸送に使用された。
51
不明
52 - 55
札幌通運 ・ 北海道通運 ・ 北海道ジェイアール物流の共同所有。総重量6.8 t。JR貨物18D形コンテナを私有コンテナ籍としたもの。産業廃棄物輸送に使用された。
56 - 58
不明
59
札幌通運 ・ 北海道通運 ・ 北海道ジェイアール物流の共同所有。総重量6.8 t。JR貨物18D形コンテナを私有コンテナ籍としたもの。産業廃棄物輸送に使用された。
60
不明
61 - 63
札幌通運 ・ 北海道通運 ・ 北海道ジェイアール物流の共同所有。総重量6.8 t。JR貨物18D形コンテナを私有コンテナ籍としたもの。産業廃棄物輸送に使用された。
64 - 66
不明
67 ・ 68
札幌通運 ・ 北海道通運 ・ 北海道ジェイアール物流の共同所有。総重量6.8 t。JR貨物18D形コンテナを私有コンテナ籍としたもの。産業廃棄物輸送に使用された。
69
不明
70
札幌通運 ・ 北海道通運 ・ 北海道ジェイアール物流の共同所有。総重量6.8 t。JR貨物18D形コンテナを私有コンテナ籍としたもの。産業廃棄物輸送に使用された。
71 - 73
不明
74 - 78
札幌通運 ・ 北海道通運 ・ 北海道ジェイアール物流の共同所有。総重量6.8 t。JR貨物18D形コンテナを私有コンテナ籍としたもの。産業廃棄物輸送に使用された。
79
不明
80 - 82
札幌通運 ・ 北海道通運 ・ 北海道ジェイアール物流の共同所有。総重量6.8 t。JR貨物18D形コンテナを私有コンテナ籍としたもの。産業廃棄物輸送に使用された。
83
不明
84 ・ 85
札幌通運 ・ 北海道通運 ・ 北海道ジェイアール物流の共同所有。総重量6.8 t。JR貨物18D形コンテナを私有コンテナ籍としたもの。産業廃棄物輸送に使用された。
86 - 88
日本通運所有。NAIGAI借受。総重量6.8 t。
※ ハンガーコンテナとして衣料品積載に使用された。